# Rewolucyjny Ruch Nacjonalistyczny
Rewolucyjny Ruch Nacjonalistyczny (Movimiento Nacionalista Revolucionario) – boliwijska partia populistyczna utworzona w styczniu 1941. Jej pierwotny program łączył antyimperializm, „metysko-indiański" nacjonalizm i radykalizm społeczny. W kwietniu 1952  dokonuje przewrotu, który zapoczątkowuje głębokie reformy społeczne, później jednak dokonuje zwrotu w prawo. W 1964 r. lewica MNR wyodrębnia się w Rewolucyjną Partię Lewicy Narodowej. W latach 70. prawe skrzydło MNR wspólnie z Boliwijską Falangą Socjalistyczną zwalcza lewicę (np. popiera prawicowy przewrót gen. Natuscha Buscha w 1979 r.), natomiast lewe skrzydło tworzy wspólny front z komunistami, socjalistami i Ruchem Lewicy Rewolucyjnej. W latach 80. XX w. MNR przeszedł na pozycje neoliberalne.